# Misbun Sidek
Misbun Sidek (* 17. Februar 1960 in Kanchong Darat, Banting, Selangor) ist ein ehemaliger malaysischer Badmintonspieler.

## Leben
Er ist der älteste der sechs Sidek-Brüder. Seine Geschwister Jalani und Razif gewannen 1992 Bronze im Doppel bei Olympia, der zweitjüngste Bruder Rashid gewann u. a. Commonwealth Games. Rahman Sidek konnte sich dagegen international nur selten in vorderster Reihe in Szene setzen. Berühmtheit erlangten die Sideks durch einen von ihnen kreierten, extrem angeschnittenen Aufschlag, der später von der IBF verboten wurde. Misbun selbst gewann unter anderem die Swedish Open, German Open, Singapore Open und Canada Open. Bei der Badminton-Weltmeisterschaft 1980 gewann er Bronze im Doppel mit Jalani Sidek. Nach seiner aktiven Laufbahn begann er eine Trainerkarriere und betreute unter anderem Lee Chong Wei im malaysischen Nationalteam. Am 28. August 2008 wurde er mit dem Darjah Mulia Seri Melaka (DMSM) ausgezeichnet.

## Sportliche Erfolge
| Platz             | Disziplin | Datum | Veranstaltung                    |
| ----------------- | --------- | ----- | -------------------------------- |
| Thomas Cup        |           |       |                                  |
| 2                 | Team      | 1988  | Thomas Cup 1988                  |
| Einzeldisziplinen |           |       |                                  |
| 1                 | Einzel    | 1981  | German Open                      |
| 1                 | Einzel    | 1982  | Swedish Open                     |
| 1                 | Einzel    | 1983  | German Open                      |
| 1                 | Einzel    | 1983  | Swedish Open                     |
| 1                 | Einzel    | 1983  | Canada Open                      |
| 1                 | Einzel    | 1987  | Asian Invitational Championships |
| 1                 | Einzel    | 1987  | Singapore Open                   |
| 1                 | Einzel    | 1987  | Chinese Taipei Open              |
| 2                 | Einzel    | 1982  | Weltcup                          |
| 2                 | Einzel    | 1986  | All England                      |
| 2                 | Einzel    | 1986  | China Open                       |
| 2                 | Einzel    | 1986  | Malaysia Open                    |
| 3                 | Doppel    | 1980  | Weltmeisterschaft                |
| 3                 | Einzel    | 1981  | Südostasienspiele                |